# Online-Schlichter
Der Online-Schlichter war eine neutrale Schlichtungsstelle für rechtliche Streitigkeiten im Bereich des  elektronischen Geschäftsverkehrs (E-Commerce). Er war beim Zentrum für Europäischen Verbraucherschutz e.V. in Kehl angesiedelt. Dieses fungierte gleichzeitig als rechtlicher Träger. Zwei Volljuristen waren beim Online-Schlichter beschäftigt. Der Online-Schlichter war nach den Schlichtungsregeln der Europäischen Kommission ausgestaltet. 

## Geschichte
Ins Leben gerufen wurde der Online-Schlichter 2009 durch die finanzielle Unterstützung des Baden-Württembergischen Ministeriums für Ländlichen Raum und Verbraucherschutz. Hintergrund waren vermehrte rechtliche Anfragen, Beschwerden und Streitfälle beim Zentrum für Europäischen Verbraucherschutz aus dem Bereich E-Commerce. Ab Juli 2011 unterstützte das Hessische Ministerium für Umwelt, Energie, Landwirtschaft und Verbraucherschutz den Online-Schlichter finanziell. Das Bayerische Staatsministerium der Justiz und für Verbraucherschutz kam im April 2012 hinzu. Zudem bestand seit April 2012 eine Kooperation mit dem Online-Shop Gütesiegelanbieter Trusted Shops. Im November 2012 kamen der Stadtstaat Berlin, im Januar 2013 die DEVK Versicherungen, im März 2013 das Ministerium der Justiz und für Verbraucherschutz Rheinland-Pfalz und im April 2013 der Bundesverband Direktvertrieb Deutschland als Unterstützer hinzu.
Der Online-Schlichter diente in einer Zeit, als Schlichtung noch wenig bekannt und verbreitet war, als Experimentierstube dafür, wie Schlichtung künftig aussehen könnte. Mehr als 10.000 Fälle wurden von 2009 bis 2019 geschlichtet; über 70 % mit einer gütlichen Einigung. Darüber hinaus gingen von diesem Projekt Impulse für die heutige Gestaltung der Schlichtungslandschaft in Deutschland und in Europa aus. Die Erfahrungen des Online-Schlichters sind insbesondere im Zentrum für Schlichtung e. V., Träger der heutigen Universalschlichtungsstelle des Bundes, aufgegangen. Inzwischen gibt es in fast allen verbraucherrelevanten Bereichen Schlichtungsstellen, die Verbrauchern unbürokratisch helfen. Der Online-Schlichter hat damit aus Sicht der Projektpartner seine Aufgabe erfüllt: den Aufbau eines effektiven Schlichtungswesens in Deutschland zu fördern. Die Projektförderung endete daher zum 31. Dezember 2019.

## Aufgaben und Struktur
Ziel des Online-Schlichters war es, die außergerichtliche Lösung von Rechtsstreitigkeiten zwischen Verbrauchern und Unternehmen herbeizuführen. Die Gerichte sollten so entlastet und dem Verbraucher eine Möglichkeit geboten werden, Rechtsstreitigkeiten im Online-Handel  schnell, unbürokratisch und kostenfrei zu lösen. Der Online-Schlichter stand dabei neutral zwischen den beteiligten Parteien. Voraussetzung für die Inanspruchnahme des Online-Schlichters war, dass die Streitigkeit aus einem online geschlossenen Vertrag resultierte, wie beispielsweise einem Kaufvertrag oder einem Dienstleistungsvertrag. Des Weiteren musste es sich um eine Streitigkeit zwischen einem Verbraucher und einem Unternehmer handeln. Zudem musste entweder der Verbraucher oder der Unternehmer in den Bundesländern Baden-Württemberg, Bayern, Hessen, Rheinland-Pfalz oder im Stadtstaat Berlin seinen Wohnsitz beziehungsweise Firmensitz haben. Bundesweit, also unabhängig davon ob Verbraucher und/oder Unternehmer Bezug zu den vorgenannten Bundesländern hatten, stand der Online-Schlichter Verbrauchern zur Verfügung, sofern ein in der Verfahrensordnung dargelegter Bezug zu einem der Partner aus der Wirtschaft gegeben war. Für den Bundesverband Direktvertrieb Deutschland schlichtete der Online-Schlichter auch Streitigkeiten aus dem Bereich des Direktvertriebs, also abweichend von der Grundzuständigkeitsregel in diesem Fall auch bei Streitigkeiten von Verträgen, die nicht online geschlossen wurden. Nicht zuständig war der Online-Schlichter, wenn es sich um ein ausländisches Unternehmen handelte. Hier kann das Netzwerk der Europäischen Verbraucherzentren weiterhelfen.
Der Online-Schlichter hatte eine eigene Verfahrensordnung. Dort waren die Zuständigkeit und Verfahrensweise detailliert und transparent geregelt. Das Schlichtungsverfahren wurde auf Antrag des Verbrauchers eingeleitet. Der Verbraucher gab dafür über eine spezielle Eingabemaske auf der inzwischen stillgelegten Internetseite www.online-schlichter.de seinen Fall ein und lud ggf. die für den Fall relevanten Dokumente wie beispielsweise den Kaufvertrag oder Fotos hoch. Damit erhielt der zuständige Jurist des Online-Schlichters in der Regel einen weitgehend vollständigen Sachverhalt, der umgehend rechtlich geprüft werden konnte. Der zuständige Jurist des Online-Schlichters wandte sich daraufhin an den beteiligten Unternehmer, schilderte die objektive Rechtslage und unterbreitete einen Schlichtungsvorschlag. Die Kommunikation während des Schlichtungsverfahrens fand grundsätzlich per E-Mail statt. Den Sachverhalt des Rechtsfalles bezog der Online-Schlichter über die Angaben der Parteien. Die Parteien hatten die Möglichkeit, wichtige Dokumente wie den Kaufvertrag mittels Upload in das Verfahren einzuführen. Die Teilnahme war freiwillig und verschloss den Weg zu den Gerichten nicht. Im Jahr 2019 wurden 918 Schlichtungsanträge bearbeitet. Davon konnte in 91 Prozent der Fälle eine gütliche Einigung erzielt werden. In der Regel wurden die Fälle binnen fünf Wochen abgeschlossen. Der durchschnittliche Streitwert lag bei 576 Euro.
Neben den staatlich anerkannten und den staatlich finanzierten Schlichtungsstellen gibt es als gleichwertige Alternativen auch unternehmens- oder verbandsgetragene Beschwerdestellen. Für Verbraucher ist die Teilnahme an diesem Schlichtungsverfahren ebenfalls kostenlos, für Unternehmer ist sie in den meisten Fällen günstiger, da nicht nach Streitwerten abgerechnet wird. So sieht das Verbrauchserstreitbeilegungsgesetz vor, dass die Universalschlichtungsstellen der Länder vom Unternehmer kostendeckende Gebühren erheben sollen. Die Gebühr beträgt bei den niedrigsten Streitwerten bis einschließlich 100 Euro bereits 190 Euro.